# والتر برنارد
والتر برنارد (بالإنجليزية: Walter Bernard)‏ هو لاعب كرة قدم أمريكية ومحامي أمريكي، ولد في 3 مايو 1978 في سان دييغو في الولايات المتحدة.

## وصلات خارجية
- والتر برنارد على موقع مرجع كرة القدم المحترفة.كوم (الإنجليزية)